# حرب بحرية
الحرب البحرية هو القتال في أو على سطح البحار، أو المحيطات أو أي جسم مائي كبير مثل البحيرات والأنهار.

## نبذة تاريخية
خاضت البشرية معارك في البحر لأكثر من 3,000 عام. حتى في المناطق الداخلية من مساحات اليابسة الشاسعة، اعتمد النقل قبل ظهور السكك الحديدية الواسعة إلى حد كبير على الأنهار والقنوات والمعابر المائية الأخرى الصالحة للملاحة.
كانت الأخيرة حاسمة في تطور العالم الحديث في المملكة المتحدة والبلدان المنخفضة وألمانيا الشمالية، لأنها مكّنت الحركة السائبة للسلع والمواد الخام التي لولاها لما حدثت الثورة الصناعية. قبل عام 1750، كانت المواد تُنقل غالبًا بواسطة الصنادل النهرية أو السفن البحرية. وهكذا قُيدت الجيوش، مع احتياجاتهم المفرطة من الغذاء والذخيرة والعلف، بأودية الأنهار على مر العصور.
تؤكد التأثيرات المحيطية قبل التاريخ المسجل (الأساطير الهومرية، مثل طروادة)، والأعمال الكلاسيكية مثل الأوديسة التأثيرات السابقة. لم تستطع الإمبراطورية الفارسية -الموحدة والقوية- التغلب على قوة الأسطول الأثيني مع قوات ولايات المدن الأصغر في عدة محاولات لغزو ولايات المدن اليونانية. اعتمد قوة فينيقيا ومصر وقرطاج وحتى روما إلى حد كبير على السيطرة على البحار.
وكذلك سيطرت جمهورية البندقية على ولايات المدن الإيطالية، وأحبطت الإمبراطورية العثمانية، وسيطرت على تجارة طريق الحرير والبحر الأبيض المتوسط بشكل عام لعدة قرون. ولثلاثة قرون، أغار الشماليون (يُطلق عليهم عادةً الفايكنج) ونهبوا وذهبوا حيثما أرادوا، حتى وسط روسيا وأوكرانيا، وحتى إلى القسطنطينية البعيدة (عبر روافد البحر الأسود وصقلية وعبر مضيق جبل طارق).
وفرت العديد من المعارك البحرية عبر التاريخ مصدرًا موثوقًا من حطام السفن لعلم آثار ما تحت الماء. ومن الأمثلة الرئيسية على ذلك استكشاف حطام السفن الحربية المختلفة في المحيط الهادئ.

### البحر المتوسط

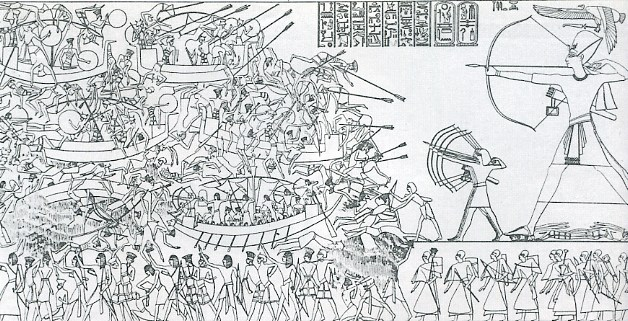
مشهد من على جدران معبد مصري يوضح انتصار رمسيس البري والبحري على شعوب البحر في معركة الدلتا.

وقعت ما يجادل البعض بكونها أول معركة بحرية مسجلة نحو عام 1210 قبل الميلاد: هزم شوبيلوليوما الثاني، ملك الحيثيين، أسطولًا من قبرص، وأحرق سفنهم في البحر.
في معركة الدلتا، هزم المصريون القدماء شعوب البحر في معركة بحرية نحو عام 1175 قبل الميلاد. ووفقًا للسجلات على جدران المعبد الجنائزي لمعبد الفرعون رمسيس الثالث في مدينة هابو، فقد صدت هذه المعركة غزوًا بحريًا كبيرًا بالقرب من شواطئ دلتا النيل الشرقية بنصب كمين بحري وإطلاق السهام من السفن والشاطئ.
تُظهر النقوش الآشورية التي تعود للقرن الثامن قبل الميلاد السفن الحربية الفينيقية، مع مستويين من المجاذيف، والمحاربين على ما يشبه الجسر أو سطح سفينة فوق المجدفين، وشكل من أشكال الصادمات يبرز من القوس. لم تنجو أي إشارة مكتوبة لاستراتيجيات أو تكتيكات على ما يبدو.
أشار يوسيفوس فلافيوس (العصور القديمة IX 283-287) إلى معركة بحرية بين صور وملك آشور الذي ساعدته مدن فينيقية أخرى. وقعت المعركة قبالة شواطئ صور. رغم أن الأسطول الصوري كان أصغر حجمًا، هزم الصوريون أعدائهم.
استخدم إغريق هوميروس سفنهم لنقل الجيوش البرية فقط، ولكن يرد ذكر معركة بحرية بين كورنث ومدينة مستعمرة كورسيرا عام 664 قبل الميلاد.
كانت الأوصاف القديمة للحروب الفارسية الأولى من نوعها التي أبرزت عمليات بحرية واسعة النطاق، ليس فقط اشتباكات أسطول متطورة بعشرات السفن ثلاثية المجاذيف على كل جانب، بل وعمليات برية وبحرية مشتركة أيضًا. يبدو من غير المرجح أن يكون كل هذا نتاجًا لعقل واحد أو حتى لجيل واحد؛ ومن المرجح أن التاريخ لم يسجل فترة التطور والتجريب ببساطة.
بعد بضع معارك مبدئية أثناء إخضاع الإغريق في الساحل الإيوني، عزم الفرس على غزو اليونان. قدر ثيميستوكليس من أثينا أن الفرس سوف يتفوقون بالعدد على اليونانيين على الأرض، ولكن يمكن لأثينا حماية نفسها ببناء أسطول («الجدران الخشبية» الشهير)، باستخدام أرباح مناجم الفضة في لاوريون (لافريو) لتمويل هذا الأسطول.
أُحبطت الحملة الفارسية الأولى، عام 492 قبل الميلاد، لأن الأسطول فُقد في عاصفة، لكن استولت الثانية، عام 490 قبل الميلاد، على جزر في بحر إيجه قبل الهبوط على البر الرئيسي بالقرب من ماراثون. تمكنت الهجمات التي شنتها الجيوش اليونانية من صد هذه الحملة.
اتبعت الحملة الفارسية الثالثة عام 480 قبل الميلاد، بقيادة خشايارشا الأول ملك بلاد فارس، نمط الحملة الثانية في مسير الجيش عبر مضيق الهلسبونت مع موازاة الأسطول لهم في البحر. بالقرب من آرتميسيوم، في القناة الضيقة بين البر الرئيسي ووابية، صد الأسطول اليوناني العديد من الهجمات الفارسية، اخترق الفرس الخط الأول، ولكنهم أُحيطوا بعد ذلك بالصف الثاني من السفن. ولكن أرغمت الهزيمة على اليابسة في ثرموبيلاي اليونانون على الانسحاب، وأجلت أثينا سكانها إلى جزيرة سالاميس القريبة.
كانت معركة سالاميس التالية إحدى الاشتباكات الحاسمة في التاريخ. حاصر ثيميستوكليس الفرس في قناة ضيقة للغاية، بحيث لم يستطيعوا جلب أعدادهم الكبرى لتؤازرهم، وهاجمم بقوة، ما تسبب في النهاية في خسارة 200 سفينة فارسية مقابل 40 يونانية. كتب إسخيلوس مسرحية الفرس عن الهزيمة، والتي قُدمت في مسابقة مسرحية يونانية بعد سنوات قليلة من المعركة. وهي أقدم مسرحية معروفة باقية. في النهاية، كان ما يزال لدى خشايارشا أسطول أقوى من الأسطول اليوناني، لكنه انسحب بكل الأحوال، وعاد إلى آسيا الصغرى بعد خسارته في بلاتيا في العام التالي، تاركًا لليونانيين حريتهم. ومع ذلك، هاجم الأثينيون والإسبارطيون الأسطول الفارسي الراسي وحرقوه في ميكالي، وحرروا العديد من المدن الإيونية. اشتملت هذه المعارك على السفن ثلاثية المجاذيف أو ثنائية المجاذيف كمنصات قتال نموذجية، وكان محور المعركة هو ضرب سفينة الخصم بقوة باستخدام مقدمة القارب المعززة. يحاول الخصم عندها المناورة وتجنب الاصطدام، أو بدلًا من ذلك  يندفع كل الجنود إلى الجانب الذي على وشك التعرض للضرب، وبالتالي يميل القارب. وعندما تنسحب الضربة ويتفرق الجنود، يكون الثقب فوق خط المياه ولا يمثل إصابة بالغة للسفينة.

### أوروبا، غرب آسيا وشمال إفريقيا
مع أن الغزوات البربرية في القرن الرابع وما تلاه كانت أرضيةً في معظمها، عُرفت بعض الأمثلة البارزة عن نزاعات بحرية. في أواخر القرن الثالث، في عهد الإمبراطور غالينوس، شق فريق غازٍ ضخم مؤلف من القوطيين، والغبيديين، والهيروليين عباب البحر الأسود، أغار على سواحل الأناضول وتراقيا، عبَر بحر إيجه، ونهب أراضي اليونان (من بينها أثينا واسبارطة) ووصل حتى كريت ورودس. تشمل الأمثلة في غسق الإمبراطورية الرومانية في أواخر القرن الرابع، الإمبراطور ماجوريان، الذي حشد بمساعدة القسطنطينية أسطولًا كبيرًا في محاولة فاشلة لطرد الغزاة الجرمانيين من أراضيهم الأفريقية التي احتلوها مؤخرًا، وهزيمة أسطول القوط الشرقيين في سينيغاليا في البحر الأدرياتيكي.
أثناء الغزوات الإسلامية في القرن السابع، ظهرت الأساطيل العربية للمرة الأولى، إذ أنها داهمت صقلية عام 652 (انظر تاريخ الإسلام في جنوب إيطاليا وإمارة صقلية)، وهزمت البحرية البيزنطية في عام 655. أنقذ اختراع نار الإغريق، وشكل أوليّ من قاذف اللهب الذي كان مدمرًا لسفن الأسطول المحاصِر، القسطنطينية من حصار عربي مطول في عام 678. كان هذا أول لقاءات كثيرة خلال الحروب البيزنطية العربية.
أصبحت الخلافة الإسلامية، أو الإمبراطورية العربية، القوة البحرية المهيمنة في البحر الأبيض المتوسط من القرن السابع إلى القرن الثالث عشر، خلال ما يُعرف بالعصر الذهبي الإسلامي. كان الطوربيد من أهم الاختراعات القروسطية في الحرب البحرية، الذي اخترعه المخترع العربي حسن الرماح في سوريا عام 1275. اخترق طوربيده الماء باستخدام نظام صاروخي مملوء بمواد بارودية متفجرة وكان لديه ثلاث نقاط إطلاق. كان سلاحا فعالا ضد السفن.
ظهر الفايكينغ في القرن الثامن، على الرغم من أن أسلوبهم التقليدي كان الظهور السريع والنهب والاختفاء، مفضلين مهاجمة المواقع غير المحصنة. داهم الفايكينغ أماكن على طول الشريط الساحلي الإنجليزي والفرنسي، وواجتهم أكبر التهديدات في إنجلترا. كانوا يهاجمون الأديرة لغناها ونقص المدافعين الأكفاء عنها. سخروا الأنهار والمجاري المائية الإضافية الأخرى لشق طريقهم داخل الأراضي في الغزو النهائي لبريطانيا. نشروا الخراب في نورثامبريا وميرسيا وبقية أنجليا قبل أن يوقفهم الويسيكس. تمكن ملك إنجلترا ألفريد العظيم من إعاقة غزوات الفايكينغ بنصر محوري في معركة إدينغتون. هزم ألفريد غثرم، ووضع حدود دانلاو في معاهدة عام 884. كانت فعالية «أسطول» ألفريد موضع جدال. أشار الدكتور كينيث هارل إلى أن ما لا يقل عن إحدى عشرة سفينة أُرسلت لمحاربة الفايكينغ، عادت اثنتان منها فقط سليمة دون اعتداء أو اختطاف.
خاض الفايكينغ أيضًا عدة معارك بحرية حاربوا فيها بعضهم البعض. كانوا يُجرون ذلك عادة عن طريق ربط جوانب السفن ببعضها، وبالتالي خوض معركة برية على سطح البحر. مع ذلك، تعني حقيقة عجز الجانب الخاسر عن الهرب بسهولة أن المعارك كانت قاسية ودموية. قد تكون معركة سفولدر أشهر هذه المعارك.
مع بدء تقهقر القوة العربية في البحر الأبيض المتوسط، سارعت مدن جنوة وبيزا والبندقية التجارية الإيطالية إلى اغتنام الفرصة، وإنشاء شبكات تجارية وبناء قوات بحرية لحمايتها. قاتلت القوات البحرية في البداية مع العرب (قبالة باري في عام 1004، وفي ميسينا في عام 1005)، ولكن بعد ذلك وجدوا أنفسهم في موضع نزاع مع النورمان إثر انتقالهم إلى صقلية، وأخيرًا بين بعضهم البعض. خاض الجنويون والفينيسيون أربع حروب بحرية، بين عامي 1253 - 1284، و 1293 - 1299، و1350- 1355، و 1378 - 1381. انتهت الأخيرة بانتصار حاسم للفينيسيين، ما منحهم قرابة قرن من الزمن للاستمتاع بالهيمنة على التجارة المتوسطية قبل أن تبدأ دول أوروبية أخرى في التوسع ناحية الجنوب والغرب.